# Meteorium crispifolium
Meteorium crispifolium là một loài Rêu trong họ Meteoriaceae. Loài này được Herzog mô tả khoa học đầu tiên năm 1926.